# Alpha Design & Engineering
Alpha Design & Engineering war ein US-amerikanischer Hersteller von Automobilen.

## Unternehmensgeschichte
Der Ferrari-Experte Joe Alphabet gründete 1983 das Unternehmen in Huntington Beach in Kalifornien. Mit der Übernahme eines Projekt von Eagle Manufacturing begann die Produktion von Automobilen und Kit Cars. Der Markenname lautete Alpha, evtl. mit dem Zusatz GTO oder 1. Allerdings steht in einer Anzeige für ein Modell Alpha GTO, also ohne 1. 1985 endete die Produktion. Eine andere Quelle gibt an, dass die Produktion bis 1990 gelaufen sein soll.

## Fahrzeuge
Das einzige Modell GTO war die Nachbildung eines Ferrari 250 GTO. Das Coupé basierte auf dem Datsun 240 Z. Verschiedene Motoren von Datsun und Chevrolet trieben die Fahrzeuge an.